# Platinum Triangle
Il Platinum Triangle (in italiano: Triangolo di Platino) è il nome che comunemente viene dato ad un'area della Westside della Contea di Los Angeles, nella California meridionale.
L'area include due quartieri della città di Los Angeles, Bel Air e Holmby Hills; e la città di Beverly Hills.
La denominazione "Platinum Triangle" si riferisce all'abbondante ricchezza dei quartieri che include.

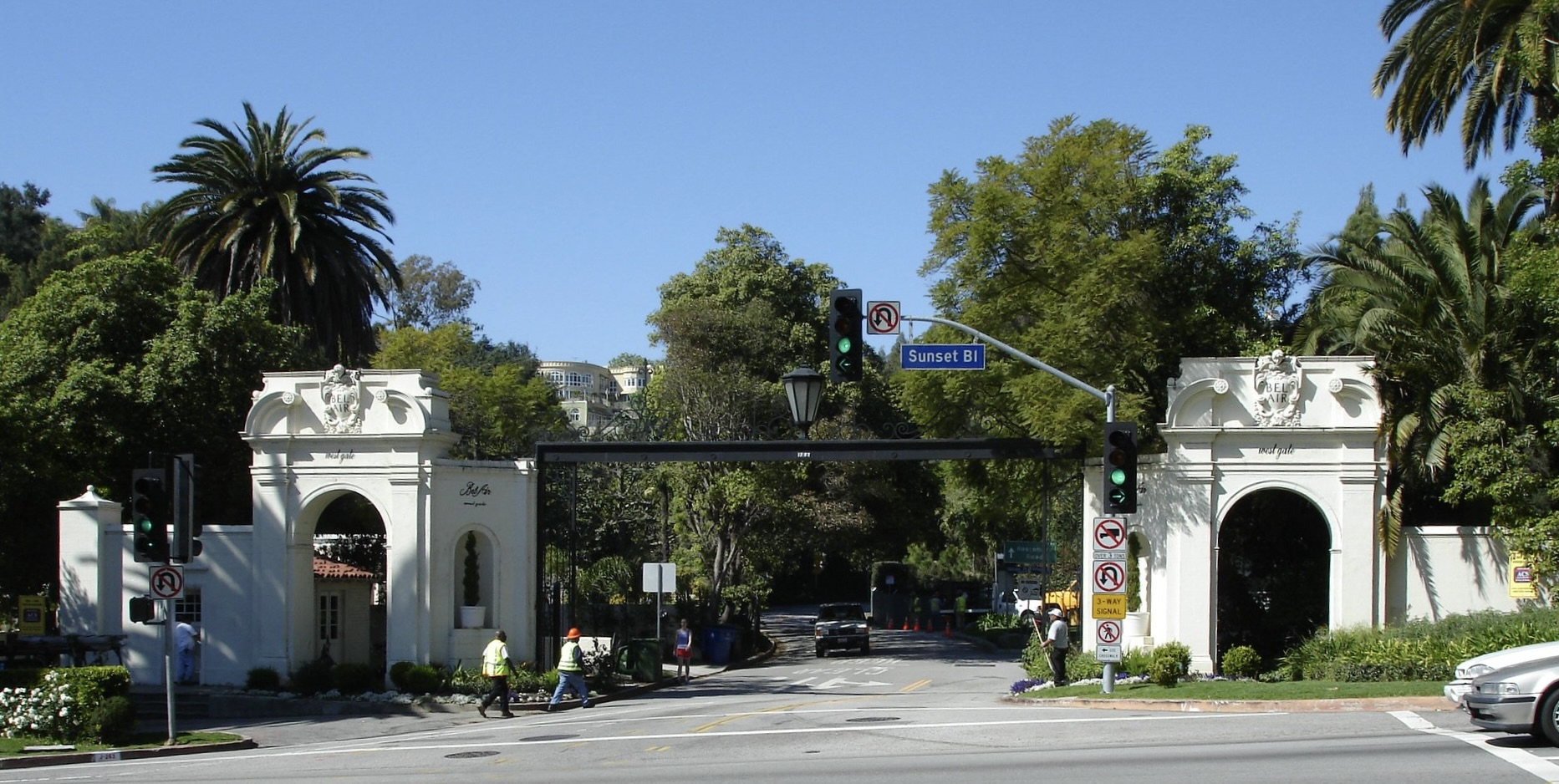
Entrata del quartiere di Bel Air da Sunset Boulevard.
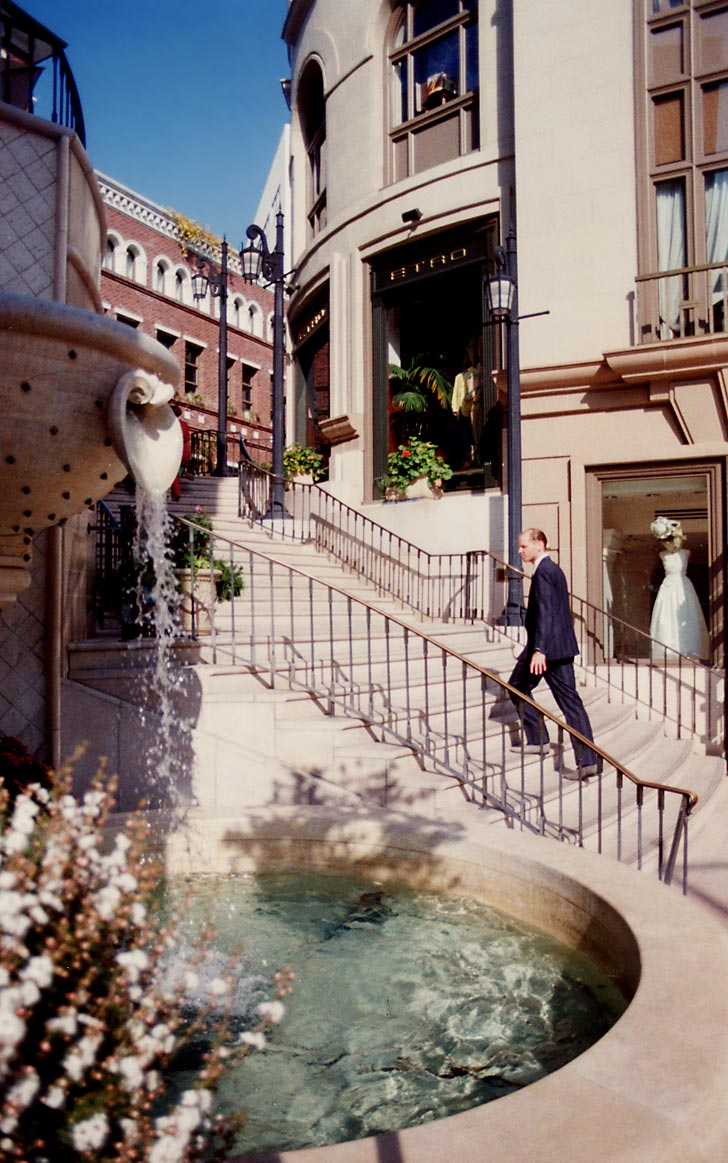
La scalinata (Spanish Step) situata all'altezza del n.2 di Rodeo Drive, a Beverly Hills.